# Englischer Zug

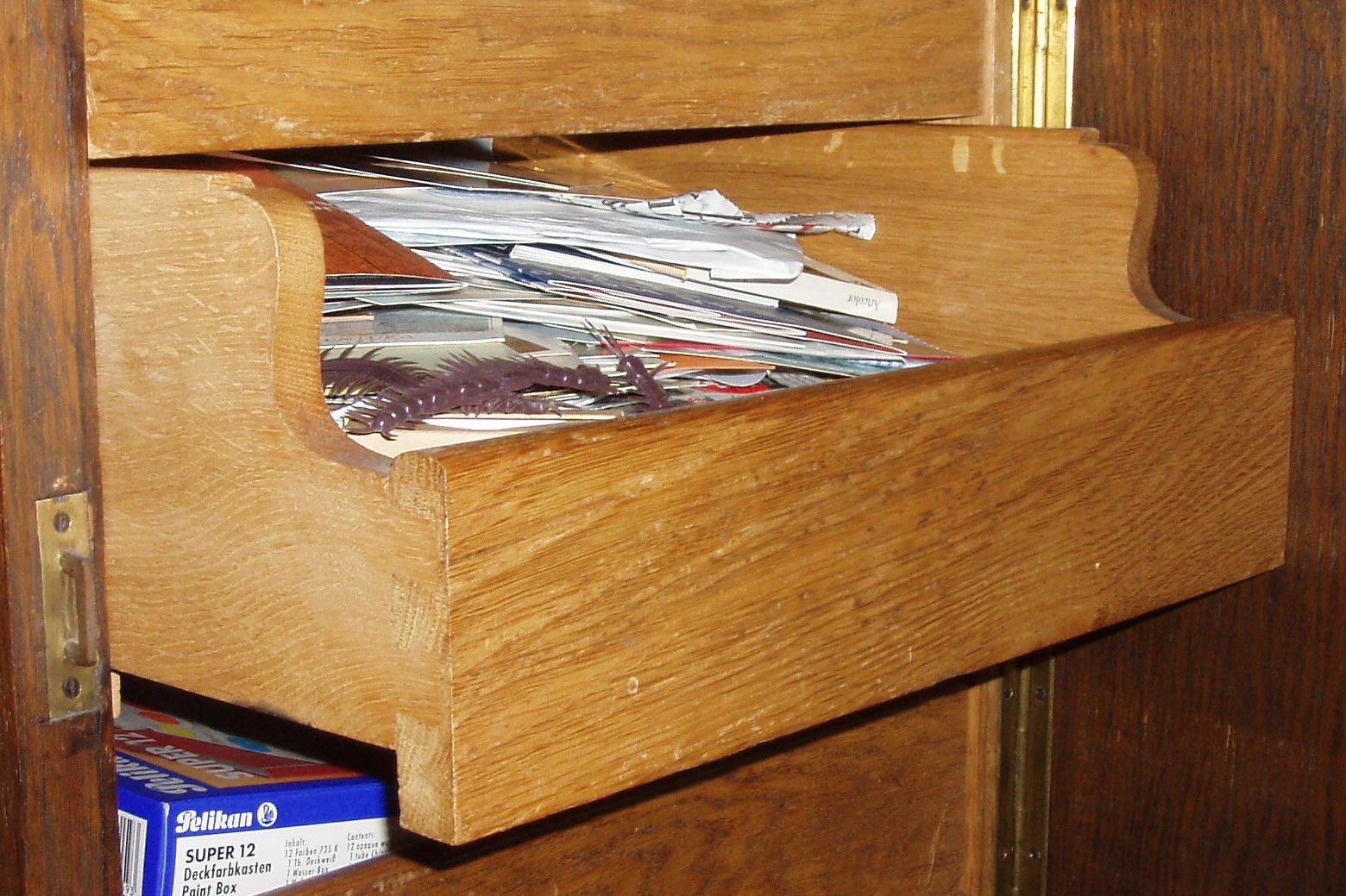
Englischer Zug an einem Schreibtisch (frühes 20. Jahrhundert)

Der Englische Zug ist ein Schubkasten, welcher vorn zu etwa zwei Dritteln offen ist und nur ein niederes Vorderstück hat. Die Seitenteile der Schubkästen sind im vorderen Bereich entweder auf die Breite des Vorderstückes heruntergeschwungen oder in der etwas einfacheren Variante entsprechend abgeschrägt. Sie lassen den Inhalt sichtbar, schützen allerdings nicht vor Staub. Englische Züge wurden meist in alten Schreibtischen, hinter Türen oder Rollläden eingebaut. Weitere Verwendung finden sie unter anderem in Ladenmöbeln oder Wäscheschränken.